# Ajapsandali

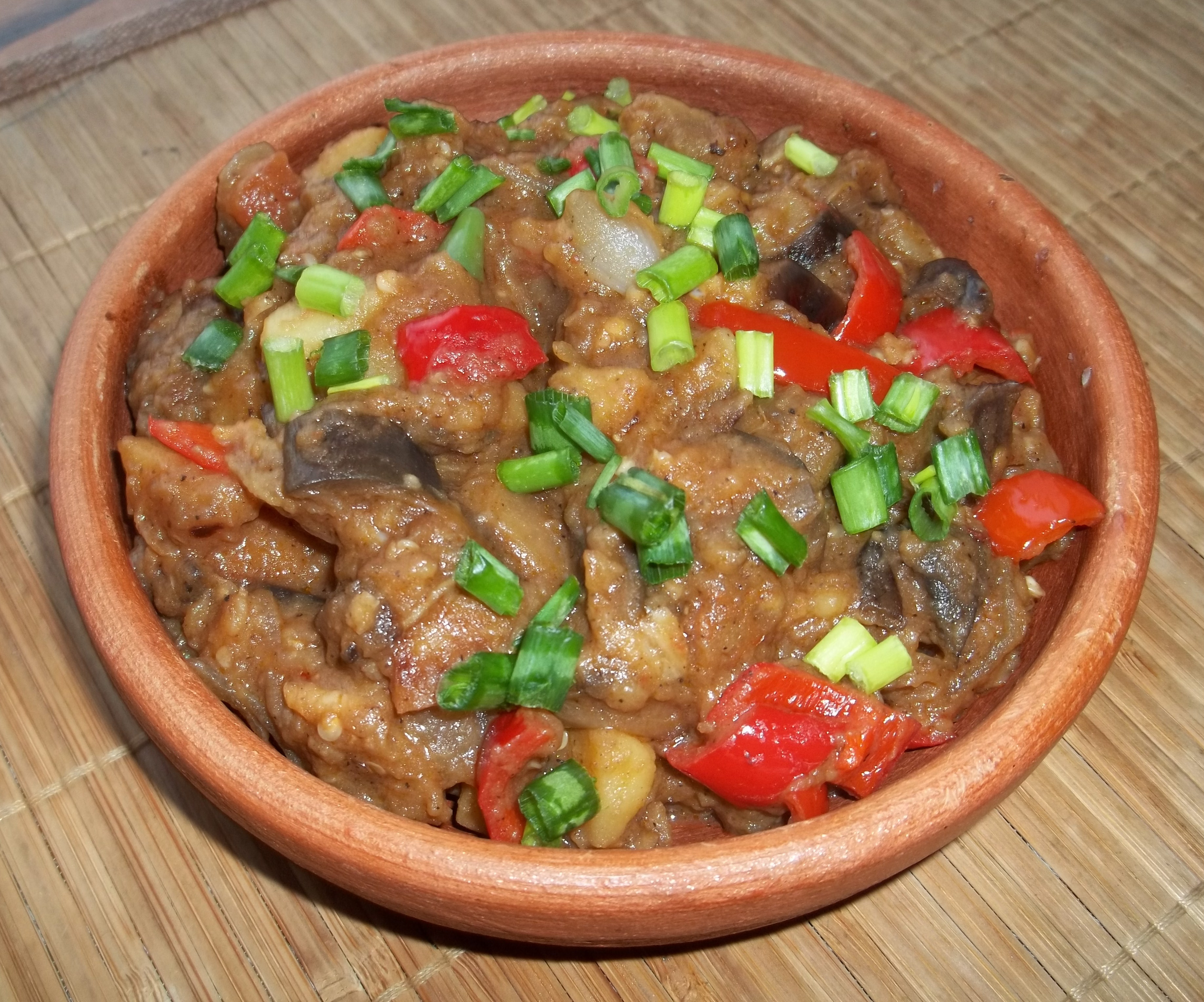
Ajapsandali - ensopado de berinjela da Geórgia.

Ajapsandali (აჯაფსანდალი, em língua georgiana) é uma sopa ou uma espécie de ratatouille da culinária da Geórgia, tradicionalmente preparada em grandes quantidades no outono, para ser servida no inverno, depois de bem aquecida.
Uma receita aconselha a cozer beringelas em água com azeite, juntar batata, feijão-manteiga, tomate, cenoura, em tempos diferentes para evitar que alguns ingredientes fiquem demasiado cozidos, sempre com a panela coberta para evitar que a preparação fique seca. Quando os vegetais estiverem macios, junta-se alho esmagado, Salsa, coentro fresco, endro, malagueta (ou páprica), sal e pimenta, e serve-se com pão (de preferência, shotis puri).